# Sexagésima
Sexagésima o domingo de sexagésima es el nombre del segundo domingo antes del miércoles de ceniza en el año litúrgico del rito romano de la iglesia católica, en las iglesias de rito anglicano así como en algunas denominaciones protestantes luteranos.

## Etimología
El término "sexagésima" viene del latín sexagesimus (sexagésimo). Parece ser una copia del término quinquagesima, anteriormente utilizado para designar el último domingo antes de la Cuaresma (este último nombre en alusión al hecho de que hay cincuenta días entre ese domingo y Pascua, si se cuentan esos dos días en el total ). Mediante el mismo proceso, el domingo anterior al domingo de sexagésima es conocido como domingo de septuagésima y marcaba el inicio de la temporada pre-cuaresmal, que con el tiempo se convirtió en el tiempo para las celebraciones de carnaval en toda Europa. Esta costumbre fue más tarde exportada a lugares asentados y/o colonizados por europeos.

## Fechas
Mientras que quinquagesima (el 50.º día) es matemáticamente correcto empleando un sistema de conteo inclusivo, sexagésima y septuagésima sólo son aproximaciones, ya que el número exacto de días es 57 y 64 respectivamente). La sexagésima más temprana puede tener lugar el 25 de enero y la más tardía el 28 de febrero o 29 de febrero en un año bisiesto.

## Práctica religiosa

### Iglesia católica
La reforma litúrgica considera la quincuagésima, la sexagésima y la septuagésima como parte del tiempo ordinario. Estas reformas entraron en vigor en 1970. Actualmente se mantiene vigente esta denominación en el rito romano extraordinario.

### Iglesia anglicana
La mayoría de las provincias de la comunión anglicana siguieron más tarde a la católica en la abolición de sexagésima y los otros domingos pre-cuaresma, a pesar de que se mantienen donde se sigue el calendario del Libro de Oración Común. La forma más antigua del rito romano, con sus referencias a quinquagesima, sexagésima y septuagésima, se sigue observando en algunas comunidades. 
Los anglicanos en provincias que continúan utilizando el Libro de Oración Común de 1662 como autoridad principal también mantienen el domingo de sexagésima junto con los otros dos domingos pre-cuaresma, al igual que aquellos que utilizan el Libro de Oración Común Americano de 1928.